# Чита дела Пјеве
Чита дела Пјеве (итал. Città della Pieve) је насеље у Италији у округу Перуђа, региону Умбрија.
Према процени из 2011. у насељу је живело 3360 становника. Насеље се налази на надморској висини од 484 м.

## Становништво
Према резултатима пописа становништва 2011. у општини је живело 7.803 становника.
| 1936. | 1951. | 1961. | 1971. | 1981. | 1991. | 2001. | 2011. |
| ----- | ----- | ----- | ----- | ----- | ----- | ----- | ----- |
| 9.374 | 9.652 | 8.344 | 6.453 | 6.471 | 6.655 | 7.122 | 7.803 |

## Партнерски градови
- Денцлинген
- Saint-Cyr-sur-Mer